# 維爾特鎮區 (明尼蘇達州馬歇爾縣)
維爾特鎮區（英語：Veldt Township）是位於美國明尼蘇達州馬歇爾縣的一個行政鎮區。

## 地方資料
維爾特鎮區的面積為91.88平方千米，當中陸地面積為91.64平方千米，而水域面積為0.24平方千米。根據2020年美國人口普查的數據，當地共有人口45人，而人口密度為每平方千米0.49人。